# Juha Hakola
Juha Pekka Hakola (Espoo, 27 oktober 1987) is een Fins betaald voetballer die bij voorkeur speelt als aanvaller.

## Clubcarrière
Hakola stond sinds 2008 onder contract bij Heracles Almelo. Daarvoor speelde hij voor het Estse FC Flora Tallinn. Bij die club scoorde hij in 65 wedstrijden 25 maal. Hij debuteerde op 17 januari 2009 voor Heracles Almelo in de wedstrijd ADO Den Haag - Heracles Almelo (2-2). Op 25 juni 2010 werd bekend dat Hakola een contract voor twee seizoenen had getekend bij Willem II, met een optie voor nog een seizoen. Tegen zijn oude club Heracles Almelo maakt hij op 7 augustus 2010 zijn debuut voor Willem II (3-0 nederlaag). Van 2011 tot 2013 speelde hij voor Ferencvaros waarmee hij in 2013 de Hongaarse voetbalbeker won. Vanaf juli 2013 kwam hij uit voor KuPS Kuopio. Hij maakte het seizoen 2013/14 af op Cyprus bij Aris Limasol en speelde vervolgens tot eind 2016 weer voor KuPS. Vanaf 2017 komt Hakola uit voor VPS Vaasa. Per januari 2019 speelt Hakola voor FC Honka Espoo.

## Clubstatistieken
| Seizoen | Club              | Land      | Competitie         | Duels | Goals |
| ------- | ----------------- | --------- | ------------------ | ----- | ----- |
| 2006    | Klubi-04 Helsinki | Finland   | Ykkönen            | 6     | 1     |
| 2007    | FC Flora Tallinn  | Estland   | Meistriliiga       | 30    | 14    |
| 2008    | FC Flora Tallinn  | Estland   | Meistriliiga       | 34    | 11    |
| 2008/09 | Heracles Almelo   | Nederland | Eredivisie         | 14    | 1     |
| 2009/10 | Heracles Almelo   | Nederland | Eredivisie         | 18    | 0     |
| 2010/11 | Willem II         | Nederland | Eredivisie         | 17    | 3     |
| 2011/12 | Ferencvárosi TC   | Hongarije | Nemzeti Bajnokság  | 19    | 3     |
| 2012/13 | Ferencvárosi TC   | Hongarije | Nemzeti Bajnokság  | 7     | 0     |
| 2013    | KuPS Kuopio       | Finland   | Veikkausliiga      | 8     | 5     |
| 2014    | Aris Limassol     | Cyprus    | A Divizion         | 11    | 1     |
| 2014    | KuPS Kuopio       | Finland   | Veikkausliiga      | 7     | 1     |
| 2015    | KuPS Kuopio       | Finland   | Veikkausliiga      | 9     | 2     |
| 2016    | KuPS Kuopio       | Finland   | Veikkausliiga      | 29    | 2     |
| 2017    | VPS Vaasa         | Finland   | Veikkausliiga      | 33    | 3     |
| 2018    | VPS Vaasa         | Finland   | Veikkausliiga      | 30    | 6     |
| 2019    | FC Honka          | Finland   | Veikkausliiga      | 24    | 5     |
| 2020    | Grankulla IFK     | Finland   | Kakkonen - Lohko B | 11    | 1     |
| 2021    | Grankulla IFK     | Finland   | Kakkonen - Lohko B | 2     | 0     |
| Totaal  | Totaal            | Totaal    | Totaal             | 309   | 59    |